# Декларация прав человека и гражданина
Деклара́ция прав челове́ка и граждани́на (фр. Déclaration des Droits de l'Homme et du Citoyen) — важнейший документ Великой французской революции, определяющий индивидуальные права человека. 
Декларация была принята Национальным учредительным собранием (фр. Assemblée nationale constituante) 26 августа 1789 года. В основу идей Декларации прав человека и гражданина положена концепция равноправия и свободы, принадлежащей каждому от рождения. Естественными правами человека и гражданина объявлялись свобода личности, свобода слова, свобода убеждений, право на сопротивление угнетению.
Декларация до сих пор лежит в фундаменте французского конституционного права. Она подтверждена французской конституцией 4 октября 1958 года. 16 июля 1971 года Конституционный совет Франции признал Декларацию юридически обязательным документом, нарушение которого приравнивается к неконституционности.
В 2003 году ЮНЕСКО включила декларацию в реестр «Память мира».

## История
Революционная ситуация во Франции сложилась в 1789 году. Крестьяне, разорённые феодальными повинностями и налогами и особенно неурожаем 1788 года, массами приходили в города, где пополняли ряды нищих.
Всеобщее недовольство политикой правительства заставило короля весной 1789 года созвать Генеральные штаты, которые не собирались 175 лет. Количество представителей третьего сословия было равно числу депутатов дворянства и духовенства, взятых вместе. Руководящее положение среди депутатов третьего сословия заняла буржуазия, которая требовала совместного с другими сословиями обсуждения решений и голосования. При таком порядке работы штатов буржуазии была бы обеспечена победа, так как среди депутатов дворянства и духовенства были люди, разделявшие взгляды третьего сословия. Но представители привилегированных сословий отказались принять это предложение. В ответ буржуазия решилась «перерезать канат» и 17 июня объявила депутатов третьего сословия «Национальным собранием», которое поставило себе одной из задач написание Конституции.
9 июля депутат Национального собрания от области Дофине Жан-Жозеф Муниер предложил, чтобы Конституции предшествовала Декларация. Многие депутаты пишут проекты деклараций: первоначальный проект предложил Жильбер де Ла Файет, затем над текстом работали также Ги-Жан-Батист Тарже, Мунье, Мирабо, Сийес и Гуж-Карту.
Решающим моментом в развитии событий было восстание в Париже 14 июля 1789 г., явившееся началом революции. Оно укрепило позиции национального собрания, которое стало называть себя Учредительным — фр. Constituante, и фактически передало власть в руки крупной буржуазии.
4 августа 1789 года Учредительное собрание постановило, что Конституции будет предшествовать Декларация.
12 августа Учредительное собрание постановило создать комитет из пяти депутатов, отвечающий за рассмотрение различных проектов декларации, объединение их в один и представление финального проекта уже 17 августа. На следующий день, 13 августа, собрание назначило членов комитета: Демёнье, Ла Люзерна, Тронше, Мирабо и Редона. Комитет выполнил свою задачу: 17 августа он представил проект декларации прав человека в обществе в семнадцати статьях, которым предшествует преамбула.
19 августа Учредительное собрание решает, что текст Декларации будет обсуждаться постатейно на основе проекта из двадцати четырёх статей, предложенных шестым бюро (подразделение Учредительного собрания) под руководством Жерома Шампьона де Сисе (фр.). Этот проект был сильно изменён при обсуждении. Анри Грегуар предложил, чтобы Декларация прав человека и гражданина сопровождалась обязанностями.
Текст провозглашали, обсуждали и принимали статья за статьёй с 20 по 26 августа 1789 года. 20 августа 1789 года Учредительное собрание приняло преамбулу и первые три статьи, 21-го — статьи 4-6; 22-го — статьи 7-9; 23-го статью 10; 24-го статьи с 11 по 13; 26-го — последние четыре статьи.
Обсуждение было прервано 26 августа 1789 г. после принятия статьи 17, касающейся права собственности, с тем чтобы обсудить статьи самой Конституции.

## Принятие
Декларация прав человека и гражданина была утверждена 26 августа 1789 г. В ней отразились идеи естественного права, которые пропагандировались философами-просветителями и стали идеологической основой для борьбы со Старым порядком. В декларации сформулирован ряд демократических и гуманистических принципов.
Провозглашение свободы и равенства (речь шла тогда только о политическом равенстве и равенстве перед законом) естественными и неотчуждаемыми правами человека (ст.1), а также идеи народного, национального суверенитета (ст.3) было направлено против деспотизма и сословного строя.